# Pimoa anatolica
Pimoa anatolica es una especie de araña del género Pimoa, familia Pimoidae. Fue descrita científicamente por Hormiga en 1994.
Habita en China. El holotipo femenino mide 7,5 mm y el macho descrito por Xu y Li en 2007 mide 7,83 mm.